# (8499) 1990 SC13
A (8499) 1990 SC13 a Naprendszer kisbolygóövében található aszteroida. Henri Debehogne fedezte fel 1990. szeptember 22-én.